# Czarny Dunajec (gmina)
Czarny Dunajec – gmina miejsko-wiejska w województwie małopolskim, w powiecie nowotarskim. W latach 1975–1998 gmina położona była w województwie nowosądeckim. Pod względem powierzchni była do czasów nadania praw miejskich największą gminą wiejską w powiecie nowotarskim. 
Siedziba gminy to Czarny Dunajec.
Według danych z 2011 gminę zamieszkiwało 21 959 osób.

## Historia
Gmina zbiorowa Czarny Dunajec została utworzona 1 sierpnia 1934 roku w powiecie nowotarskim w woj. krakowskim z obszarów zniesionego miasta Czarny Dunajec i dotychczasowej jednostkowej gminy wiejskiej Wróblówka.
Podczas II wojny światowej zachowała granice przedwojenne. Włączono ją do dystryktu krakowskiego Generalnego Gubernatorstwa (powiat Neumarkt). W 1943 roku liczyła 3416 mieszkańców.
Po wojnie powrócono do stanu sprzed wojny. Według stanu z dnia 1 lipca 1952 roku gmina składała się z 2 gromad: Czarny Dunajec i Wróblówka. Gmina została zniesiona 29 września 1954 roku wraz z reformą wprowadzającą gromady w miejsce gmin, a jej obszar podzielono na gromady Czarny Dunajec i Wróblówka.
Gminę Czarny Dunajec reaktywowano 1 stycznia 1973 roku w zupełnie innej, wielokrotnie więkzej odsłonie w powiecie nowotarskim w woj. krakowskim. Objęła 10 sołectw: Czarny Dunajec, Dział, Koniówka, Odrowąż, Piekielnik, Pieniążkowice, Podczerwone, Podszkle, Wróblówka i Załuczne (a więc dawną gminę Czarny Dunajec,  prawie cały obszar dawnej gminy Odrowąż oraz częściowo gminy Chochołów (Podczerwone).
1 czerwca 1975 gmina znalazła się w nowo utworzonym woj. nowosądeckim. 
15 stycznia 1976 zniesiono sąsiednią gminę Ratułów, a jej obszar (sołectwa Ciche, Czerwienne, Nowe Bystre, Ratułów i Stare Bystre) włączono do gminy Czarny Dunajec.
1 lipca 1977 od gminy Czarny Dunajec odłączono sołectwo Nowe Bystre, włączając je do nowo utworzonej gminy Tatrzańskiej. Równocześnie do gminy Czarny Dunajec włączono sołectwo Chochołów ze zniesionej gminy Kościelisko-Witów. Odtąd gmina Czarny Dunajec obejmuje największy obszar historycznie, bo aż 15 sołectw: Chochołów, Ciche, Czarny Dunajec, Czerwienne, Dział, Koniówka, Odrowąż, Piekielnik, Pieniążkowice, Podczerwone, Podszkle, Ratułów, Stare Bystre, Wróblówka i Załuczne.
W 1999 roku gmina powróciła do powiatu nowotarskiego w nowo utworzonym województwie małopolskim.
4 lutego 2021 radni gminy Czarny Dunajec zdecydowali o przeprowadzeniu konsultacji z mieszkańcami w sprawie przywrócenia Czarnemu Dunajcowi statusu miasta. Konsultacje odbędą się pod koniec lata 2021. 8 lipca 2021 gmina rozpoczęła kampanię informacyjną na ten temat. Konsultacje potrwają 1-30 września 2021, a zagłosować będą mogli wszyscy mieszkańcy od 13 roku życia. Spośród 19 153 uprawnionych do głosowania, w konsultacjach ważny głos oddały 5834 osoby (frekwencja 30,46%). Za nadaniem statusu miasta Czarnemu Dunajcowi oddano 3954 głosy (67,8% ważnych głosów), przeciwko było 1107 osób (19%), a 773 mieszkańców gminy wstrzymało się (13,2%). W Czarnym Dunajcu w konsultacjach oddano 1266 ważnych głosów, z czego 733 (57,9%) uczestników konsultacji opowiedziało się za nadaniem statusu miasta, 472 (37,3%) było przeciwnych, a 61 (4,8%) wstrzymało się od zajęcia jednoznacznego stanowiska. odczas sesji w dniu 14 lutego 2022 Rada Gminy Czarny Dunajec podjęła uchwałę o wystąpieniu z wnioskiem o nadanie statusu miasta miejscowości Czarny Dunajec. Ostatecznie Czarny Dunajec status miasta odzyskał 1 stycznia 2023, a gmina Czarny Dunajec zmieniła charakter z gminy wiejskiej na gminę miejsko-wiejską.

## Struktura powierzchni
Według danych z roku 2007 gmina Czarny Dunajec ma obszar 218,34 km², stanowi 14,81% powierzchni powiatu, w tym:
- użytki rolne: 74%
- użytki leśne: 15%

## Demografia

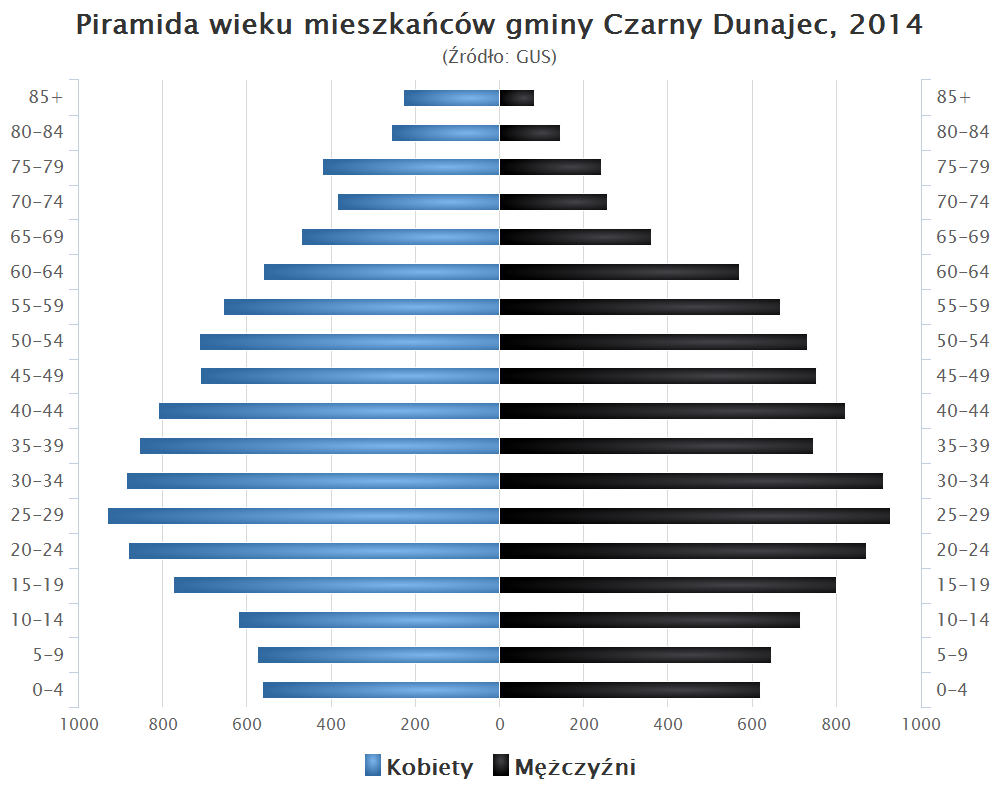
Piramida wieku mieszkańców gminy Czarny Dunajec w 2014 roku

Dane z GUS 2011:
| Opis                              | Ogółem | Ogółem | Kobiety | Kobiety | Mężczyźni | Mężczyźni |
| --------------------------------- | ------ | ------ | ------- | ------- | --------- | --------- |
| jednostka                         | osób   | %      | osób    | %       | osób      | %         |
| populacja                         | 21 959 | 100    | 11 191  | 51,0    | 10 768    | 49,0      |
| gęstość zaludnienia (mieszk./km²) | 97     | 97     | 49      | 49      | 47,3      | 47,3      |

## Sołectwa
Chochołów, Ciche, Czarny Dunajec, Czerwienne, Dział, Koniówka, Odrowąż, Piekielnik, Pieniążkowice, Podczerwone, Podszkle, Ratułów, Stare Bystre, Wróblówka, Załuczne.
Miejscowości bez statusu sołectwa: Brzuchacze, Chraca, Górny Młyn, Szeligówka.

## Wójtowie
- Józef Babicz (2002–2018)
- Marcin Ratułowski (2018 – nadal)

## Sąsiednie gminy
Biały Dunajec, Jabłonka, Kościelisko, Nowy Targ, Poronin, Raba Wyżna, Szaflary. Gmina sąsiaduje ze Słowacją.